# Бедфорд (Охајо)
Бедфорд (енгл. Bedford) град је у америчкој савезној држави Охајо.

## Демографија
По попису из 2010. године број становника је 13.074, што је 1.14 (-8,0%) становника мање него 2000. године.
| Група             | 2000.          | 2010.         |
| Белци             | 11.145 (78,4%) | 6.963 (53,3%) |
| Афроамериканци    | 2.506 (17,6%)  | 5.479 (41,9%) |
| Азијати           | 154 (1,1%)     | 115 (0,9%)    |
| Хиспаноамериканци | 152 (1,1%)     | 256 (2,0%)    |
| Укупно            | 14.214         | 13.074        |